# Santa Joana
Santa Joana est une paroisse civile portugaise (en portugais : freguesia) de la municipalité d'Aveiro et du district du même nom.

## Géographie
Santa Joana est située à l'est du centre urbain d'Aveiro (Glória e Vera Cruz).

## Démographie
Lors du recensement de 2021, Santa Joana compte 8 026 habitants.